# Rumorarmonio
Il rumorarmonio o russolofono era uno strumento musicale brevettato dal compositore futurista Luigi Russolo.

## Storia
I soli quattro esemplari di rumorarmonio vennero costruiti nel 1913 (secondo altre fonti fra il 1922 e il 1924) e vennero utilizzati in occasione di vari eventi futuristi di cui non esiste documentazione sonora, quali la serie di spettacoli della Pantomima futurista di Parigi avvenuti nel 1927, al Centre International de la Musique, e alla Galerie 23. Se ne servì anche per musicare alcuni film di Jean Painlevé. Il rumorarmonio venne anche descritto in un articolo del 2 giugno 1925 di  Franco Casavola apparso nella rivista Mediterraneo. Non si è più trovata traccia dello strumento, eccezion fatta per un esemplare costruito a Parigi, che venne però distrutto in un incendio.

## Descrizione
Simile a un armonium, il rumorarmonio era in grado di raccogliere, amplificare ed arricchire gli effetti creati dalle sei tipologie di intonarumori dell'orchestra futurista. Esso era dotato di una tastiera che regolava l'intonazione, due pedali l'intensità, e vari registri i rumori da utilizzare.